# 13 janvier dans les chemins de fer
13 décembre 13 février
Chronologies thématiques
- Croisades
- Sports
- Disney

Cette page concerne les événements qui se sont déroulés un 13 janvier dans les chemins de fer.

## Événements

### XXesiècle
- 1974, France : électrification de la ligne Noisy-le-Sec - Tournan, avec ouverture des nouvelles gares de Val-de-Fontenay, des Boullereaux - Champigny et des Yvris.